# Kilb
Kilb is een gemeente in de Oostenrijkse deelstaat Neder-Oostenrijk, gelegen in het district Melk (ME). De gemeente heeft ongeveer 2500 inwoners.

## Geografie
Kilb heeft een oppervlakte van 45,11 km². Het ligt in het centrum van het land, ten westen van de hoofdstad Wenen.
Artstetten-Pöbring · Bergland · Bischofstetten · Blindenmarkt · Dorfstetten · Dunkelsteinerwald · Emmersdorf an der Donau · Erlauf · Golling an der Erlauf · Hofamt Priel · Hürm · Kilb · Kirnberg an der Mank · Klein-Pöchlarn · Krummnußbaum · Leiben · Loosdorf · Mank · Marbach an der Donau · Maria Taferl · Melk · Münichreith-Laimbach · Neumarkt an der Ybbs · Nöchling · Persenbeug-Gottsdorf · Petzenkirchen · Pöchlarn · Pöggstall · Raxendorf · Ruprechtshofen · Schollach · Sankt Leonhard am Forst · Sankt Martin-Karlsbach · Sankt Oswald · Schönbühel-Aggsbach · Texingtal · Weiten · Ybbs an der Donau · Yspertal · Zelking-Matzleinsdorf
- Gemeinsame Normdatei: 4800040-1
- MusicBrainz: b05d700e-7a41-41a7-b62a-be3cc5b5f180
- Nationale Bibliotheek van Israël: 987012655975305171
- Virtual International Authority File: 234355428
- WorldCat: E39PCjxMQbr8wDvxQGcfrC8qKm